# Florin Cîțu
Florin-Vasile Cîțu (ejtsd: Florin-Vászilé Kücu)  (Râmnicu Vâlcea, 1972. április 1. –) román közgazdász, liberális párti politikus, pénzügyminiszter (2019–2020), Románia miniszterelnöke (2020–2021), majd a szenátus elnöke (2021-től).

## Életpályája
1972-ben született Râmnicu Vâlcea városban. A Grinnell College-ban szerzett közgazdász diplomát 1996-ban, az MSc-fokozatot (1999), majd a doktori címet (2002) az Iowa Állami Egyetemen szerezte meg (makroökonómia és nemzetközi gazdaságtan témában). 2001-ben, mint közgazdász helyezkedett el az új-zélandi jegybanknál. 2003 és 2005 között luxemburgi székhelyű Európai Beruházási Bank (EIB), majd 2006 és 2011 között a bukaresti ING Bank munkatársa volt.
2016-ban belépett a Nemzeti Liberális Pártba (PNL), s így a parlamenti választásokat követően, a PNL szenátori listáján (Bukarest 42. sz. szenátori választókerületében) mandátumot szerzett. 2017 októberében a liberális párt szenátusi csoportjának frakcióvezetője lett. 2016 és 2018 között a szenátus Költségvetési bizottságának alelnöke, 2018-ban a Gazdasági bizottság elnöke volt.
2019. november 4-től pénzügyminiszter volt az első és második Orban-kormányban. A 2020. december 6-ai parlamenti választásokat követően ismét bekerült a szenátusba, ahol tagja lett mind a Költségvetési, mind pedig az Emberi jogi, esélyegyenlőségi, vallásügyi és kisebbségi bizottságnak. December 21-én négy parlamenti párt, a PNL, a Mentsétek meg Romániát Szövetség és a Szabadság, Egység és Szolidaritás Pártja alkotta USR-PLUS, illetve a Romániai Magyar Demokrata Szövetség (RMDSZ) vezetői koalíciós megállapodást írtak alá, megszerezve ezzel a kormányalakításhoz szükséges parlamenti többséget. Másnap Klaus Johannis államelnök felkérte kormányalakításra. Azt követően, hogy a kétkamarás román parlament bizalmat szavazott koalíciós kormányának és az általa előterjesztett kormányprogramjának (december 23.), az államelnök jelenlétében – aki közvetlenül a ceremónia előtt aláírta a kinevezésekről szóló rendeletet – a kabinet letette a hivatali esküt.